# Hassan Mabrouk
Hassan Mabrouk, né le 29 juillet 1982 en Égypte est un joueur de handball égyptien naturalisé qatarien.
Comme ses frères auparavant, il évolue d'abord pour l'équipe nationale égyptienne, notamment lors des Jeux olympiques de 2008 et du Championnat du monde 2009.
Il obtient ensuite la nationalité qatarienne et participe au Championnat du monde 2013 avec l'équipe nationale du Qatar puis devient vice-champion du monde en 2015. Il prend ensuite la 8e place aux Jeux olympiques de 2016.

## Palmarès

### Sélections
Championnats du monde
- 14e place au Championnat du monde 2009 avec l' Égypte
- 20e place au Championnat du monde 2013 avec le  Qatar
- médaillé d'argent au Championnat du monde 2015 avec le  Qatar
- 8e place au Championnat du monde 2017 avec le  Qatar
- 8e place au Championnat du monde 2021 avec le  Qatar

Jeux olympiques
- 10e place aux Jeux olympiques de 2008 avec l' Égypte
- 8e place aux Jeux olympiques de 2016 avec le  Qatar

Jeux asiatiques
- médaillé d'or aux Jeux asiatiques 2014

Championnats d'Asie
- médaillé d'argent au Championnat d'Asie 2012 (en)
- médaillé d'or au Championnat d'Asie 2014
- médaillé d'or au Championnat d'Asie 2016
- médaillé d'or au Championnat d'Asie 2018